# Full Tilt Poker
Full Tilt Poker es una sala de póquer y casino en línea con sede en Irlanda, lanzada en junio de 2004 por la compañía TiltWare LLC. Entre sus fundadores se encuentran los jugadores profesionales Raymond Bitar, Howard Lederer, Chris Ferguson y Rafe Furst. Actualmente opera con licencias de juego expedidas en Malta y la Isla de Man.

## Juegos
Full Tilt ofrece partidas de dinero y torneos (incluidos freerolls, sit & go y multimesa) en las siguientes modalidades de póquer: Texas Hold’em, Omaha, Razz, Stud, Draw. Los límites van desde 0,01/0,02 US$ hasta 500/1 000 US$ en juegos no-limit/pot-limit y hasta 2 000/4 000 US$ en juegos limit.
En 2010 la sala presentó el formato Rush Poker, diseñado para aumentar el número de manos por hora, en el cual los jugadores cambian inmediatamente de mesa al abandonar una mano.

## Historia

### Viernes Negro (2011)
El 15 de abril de 2011 el Departamento de Justicia de Estados Unidos cerró el sitio como parte de la operación conocida como “Viernes Negro”, acusando a la empresa de fraude bancario, blanqueo de capitales y violación de la UIGEA. En septiembre del mismo año, la fiscalía calificó sus actividades de “esquema Ponzi” y acusó a la dirección de apropiarse de unos 443 millones de dólares que correspondían a los jugadores.

### Licencias
La Alderney Gambling Control Commission suspendió la licencia de Full Tilt el 29 de junio de 2011 y la revocó definitivamente el 29 de septiembre de 2011.

### Acuerdo con PokerStars y relanzamiento
En julio de 2012 PokerStars adquirió los activos de Full Tilt y se comprometió a saldar las deudas con los jugadores (más de 330 millones de dólares). El sitio se relanzó el 6 de noviembre de 2012 y, desde el 17 de mayo de 2016, comparte mesas y tráfico con PokerStars.
El 1 de agosto de 2014 la matriz Rational Group (propietaria de PokerStars y Full Tilt) fue adquirida por Amaya Gaming Group (posteriormente The Stars Group) por 4 900 millones de dólares.